# 8807 Schenk
A 8807 Schenk (ideiglenes jelöléssel (8807) 1981 UD23) a Naprendszer kisbolygóövében található aszteroida. Schelte J. Bus fedezte fel 1981. október 24-én.